# Xenoplatyura hutsoni
Xenoplatyura hutsoni är en tvåvingeart som först beskrevs av Loïc Matile 1972.  Xenoplatyura hutsoni ingår i släktet Xenoplatyura och familjen platthornsmyggor. Inga underarter finns listade i Catalogue of Life.